# 王學 (天啟舉人)
王學（16世紀—17世紀），字學道，號追肩，廣東潮州府海陽縣人，明末清初政治人物。

## 生平
天啟七年（1627年），王學舉廣東鄉試第四名，崇禎四年（1631年）曾考選知縣但未前往吏部謁選，十三年（1640年）中會試副榜。
明亡仕清，順治十年（1653年）除廣東三水縣教諭。時值動盪之後，王學倡修文廟，以德行教育士子。七十四歲告老回鄉，三年後去世。

## 引用
1. 1 2  光緒《海陽縣志·卷四十一·列傳十》：王學，字學道，號追肩，少稟異姿，過目成誦，食餼膠庠試輒前茅，喜清談亹亹有致，舉明天啟丁卯鄉薦，辛未考選知縣未謁選，至順治十年授廣州府三水縣教諭，時當亂後，文廟傾頹詳請倡修，訓士以德行，士風丕變，年七十四告老歸，越三年卒。 據張志修
2. ↑  道光《廣東通志·卷七十六·選舉表十四》：天啟七年丁卯（舉人） ……潮州府……王學 海陽人，第四名，庚辰乙榜，三水教諭，今隸澄海